# Среднекан
Среднека́н (также Средникан) — река на Дальнем Востоке России, в Среднеканском районе Магаданской области, правый приток Колымы.
Длина — 70 км (от истока реки Левый Среднекан — 89 км), площадь водосборного бассейна составляет 1770 км².
Исток находится на Колымском нагорье на высоте более 1000 метров над уровнем моря Почти на всём протяжении течёт в северном направлении по горной местности в узких межгорных ущельях. Лишь на участке между впадением притоков Кузмичан и ручей Крутой 2-й направление течения западное. Впадает в Колыму в 1622 км от её устья по правому берегу ниже Усть-Среднеканского водохранилища, но выше впадения Буюнды, на высоте менее 230 м над уровнем моря. Ширина в нижнем течении — около 45 м при глубине 1,8 м; скорость течения в низовьях составляет 1,5 м/с. Населённых пунктов на реке нет.
| Средний расход воды (м³/с) реки Среднекан по месяцам с 1936 по 1985 гг. (замеры производились на гидрологическом посту Среднекан) |

## Основные притоки[4]
| Название         | Расстояние от устья | Длина | Положение |
| ---------------- | ------------------- | ----- | --------- |
| Звериная         | 32                  | 25    | левый     |
| Кузмичан         | 40                  | 17    | правый    |
| Становая         | 43                  | 36    | правый    |
| Правый Среднекан | 70                  | 17    | правый    |
| Левый Среднекан  | 70                  | 19    | левый     |

## Данные водного реестра
По данным государственного водного реестра России и геоинформационной системы водохозяйственного районирования территории РФ, подготовленной Федеральным агентством водных ресурсов:
- Бассейновый округ — Анадыро-Колымский
- Речной бассейн — Колыма
- Речной подбассейн — Колыма до впадения Омолона
- Водохозяйственный участок — Колыма от Колымской ГЭС до впадения реки Сеймчан
- Код водного объекта — 19010100212119000014487